# Prosper (Texas)
Prosper es un pueblo ubicado en los condados de Collin y Denton en el estado estadounidense de Texas. En el Censo de 2010 tenía una población de 9423 habitantes y una densidad poblacional de 159,36 personas por km².
Prosper era un pequeño pueblo rural en la Texas State Highway 289 9 km al norte de Frisco (Texas). Sin embargo, en los últimos años, el pueblo ha prosperado. Al igual que el pueblo vecino de Celina (Texas), 6 km al norte, Prosper está creciendo rápidamente en términos de construcción de nuevos hogares (casas entre $200.000 y $1.500.000).
Algunos de los residentes más famosos del pueblo son LeAnn Rimes, el jardinero de Los Angeles Angels of Anaheim Torii Hunter y el antiguo jugador de los Dallas Cowboys Deion Sanders. La mayoría de los residentes son profesionales que trabajan en McKinney, Frisco, Plano, Dallas, o en algunas de las ciudades vecinas.

## Geografía
Prosper se encuentra ubicado en las coordenadas 33°14′21″N 96°48′17″O / 33.23917, -96.80472. Según la Oficina del Censo de los Estados Unidos, Prosper tiene una superficie total de 59.13 km², de la cual 58.48 km² corresponden a tierra firme y (1.1%) 0.65 km² es agua.

## Demografía
Según el censo de 2010, había 9423 personas residiendo en Prosper. La densidad de población era de 159,36 hab./km². De los 9423 habitantes, Prosper estaba compuesto por el 87.06% blancos, el 5.26% eran afroamericanos, el 0.56% eran amerindios, el 1.9% eran asiáticos, el 0.02% eran isleños del Pacífico, el 2.76% eran de otras razas y el 2.43% pertenecían a dos o más razas. Del total de la población el 10.75% eran hispanos o latinos de cualquier raza.

## Educación
La educación de Prosper está a cargo del Prosper Independent School District (Distrito Escolar Independiente de Prosper).

### Escuelas
- Prosper High
- Prosper Middle
- Judy Rucker Elementary
- R. Steve Folsom Elementary
- John A. Baker Elementary